# Franz Fuchs
Franz Fuchs (25 november 1915 – Wenen, 22 mei 1990) was een voormalig Oostenrijks voetbaltrainer. In Nederland was hij de hoofdtrainer van ADO, BVC Rotterdam, Holland Sport (tweemaal), Blauw-Wit (tweemaal) en Feijenoord. In het seizoen 1961/62 werd hij met Feijenoord landskampioen van Nederland.

## Erelijst
Holland Sport
| Nationaal        |    |         |
| Eerste divisie B | 1x | 1957/58 |

 Blauw-Wit
| Nationaal        |    |         |
| Eerste divisie B | 1x | 1960/61 |

 Feijenoord
| Nationaal     |    |         |
| Landskampioen | 1x | 1961/62 |